# アレクセイ・ウリュカエフ
アレクセイ・ヴァレンチノヴィチ・ウリュカエフ（ロシア語: Алексе́й Валенти́нович Улюка́ев、ラテン文字表記の例：Aleksei Valentinovich Ulyukaev、1956年3月23日 - ）は、ロシア連邦の政治家、経済学者である。ウラジーミル・プーチン政権にて3代目ロシア連邦経済開発大臣を務めた。

## 経歴・人物
1956年3月23日にモスクワに誕生する。父は国立土地管理大学教授。1979年にモスクワ大学経済学部を卒業する。1982年にモスクワ大学大学院経済学研究科を修了し経済学博士号を取得する。フランス・グルノーブルのピエール・マンデス＝フランス大学から経済学博士号授与。
1982年から1988年にかけてモスクワ工科建設大学で助手と助教授を務める。1988年から1991年まで『コミュニスト』コンサルタント、編集長。モスクワ・ニュース政治解説者を務めた。1991年にロシア連邦政府経済顧問。ボリス・エリツィン大統領の下で首相代行や第一副首相などを歴任した急進改革派のエゴール・ガイダルチームに入る。1992年にロシア首相顧問団長。1993年にガイダル第一副首相補佐官。1994年から1996年、さらに1998年から2000年まで、ガイダルが設立した移行期経済問題研究所の副所長を務めた。ガイダルが党首を務めたロシアの民主的選択にも入党し、1995年から1998年まで同党モスクワ支部長を務めた。1998年には右派勢力同盟から総選挙に立候補している。
2000年から2004年まで、アレクセイ・クドリン財務大臣の下で大蔵次官。また2000年から2006年までモスクワ物理技術大学総合経済学部教授。2007年から2010年まで、モスクワ大学経済学部金融・信用経済学科学科長として大学生に対して「現代の通貨政策と銀行システムの開発」に関する講座を担当した。
2004年4月にロシア連邦中央銀行第一副総裁。2013年6月24日にロシア連邦経済開発大臣に就任する。
2016年7月に訪日した。7月19日に首相官邸で世耕弘成内閣官房副長官と会談し、9月にウラジオストクで予定される日露首脳会談に向けて経済協力問題について協議した。また、安倍首相が5月にプーチン大統領に対して提案した、インフラ整備やエネルギー開発など8項目の協力プランを着実に推進していくことで一致した。7月20日、林幹雄経済産業大臣と会談し、中小企業進出の拡大で一致した。
2016年10月にインドのゴア州で行われた国際会議の際、国営石油会社ロスネフチのイーゴリ・セチン社長に賄賂を要求し、200万ドルを得たとの疑惑が浮上。2016年11月15日、贈収賄疑惑で逮捕されたことが連邦捜査委員会より発表された。これはロシアにおいて現職の閣僚が収賄罪に問われた初めての例であることから注目され、検察側は懲役10年を求刑したが、2017年12月15日の判決では矯正労働収容所での懲役8年の有罪判決が言い渡され、同時に1億3000万ルーブル（約2億4800万円）の罰金支払いが命じられた。
英語とフランス語に堪能である。趣味は詩を書くことであり、2冊詩集を出している。家族は夫人との間に2男1女が居る。